# Revolución Nacionalista (tridemismo)

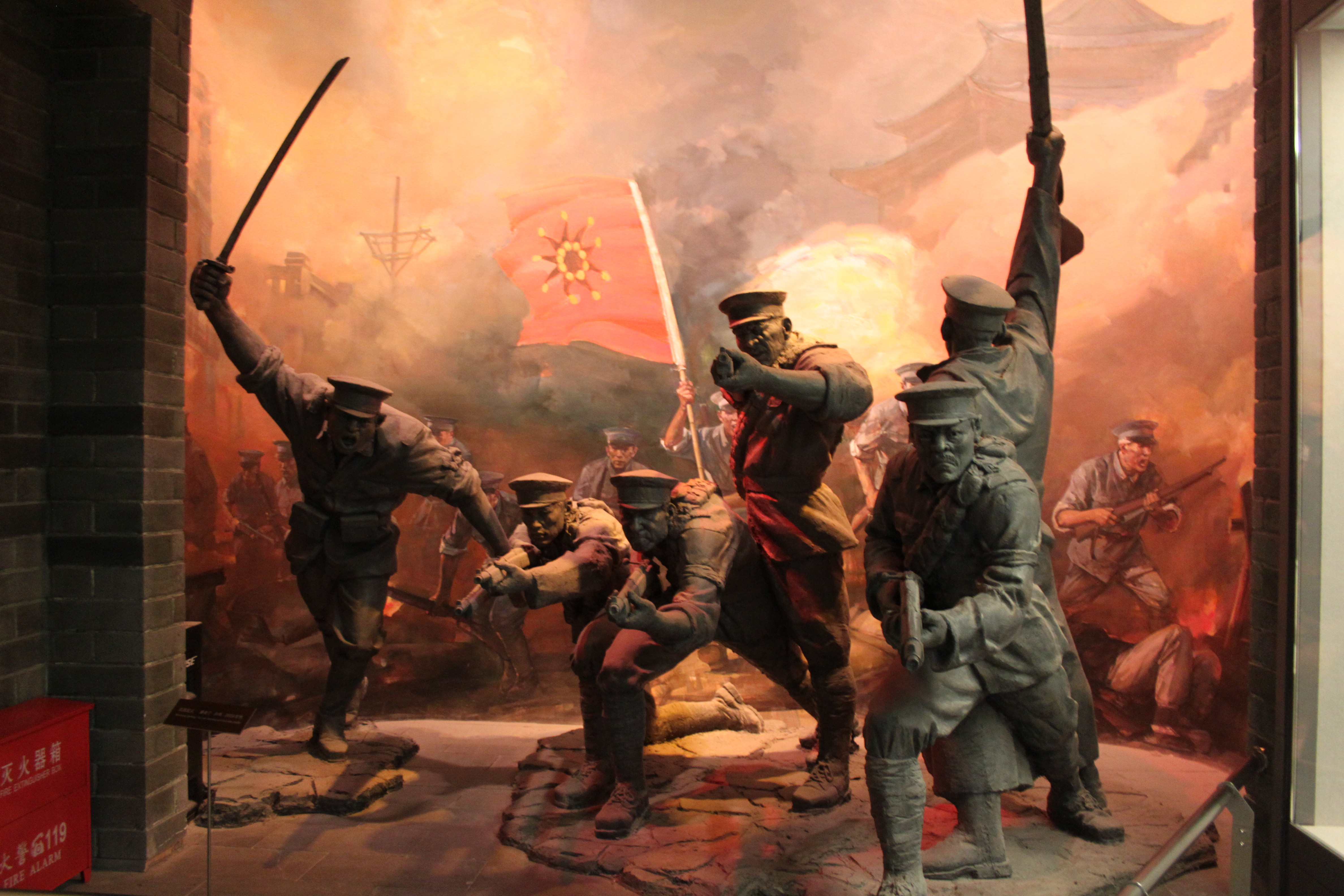
La Revolución de Xinhai (imagen) de 1911 fue la primera revolución nacionalista basada en el tridemismo de la historia. Ocurrió en China.

Una Revolución Nacionalista o Revolución Nacional, es una revolución social basada e inspirada en las ideas de Sun Yat-sen, los Tres Principios del Pueblo - o Tridemismo.
El término revolución nacional fue utilizado por primera vez en la "Declaración del Gobierno Militar" en el libro "Estrategia Revolucionaria de los Tongmenghui" escrito por Sun Yat-sen durante el período formativo de los Tongmenghui en 1905.
... Hoy somos diferentes a las generaciones anteriores. Además de expulsar a los tártaros y restaurar China, también debemos transformar el país y la vida de la gente con el pueblo. Aunque hay muchos lugares en el mundo, el espíritu constante es la libertad, la igualdad, la equidad. y fraternidad. Por tanto, la generación anterior fue una revolución heroica y hoy es una revolución nacional . Los llamados revolucionarios nacionales son todos los habitantes de un país que tienen el espíritu de libertad, igualdad y fraternidad, es decir, todos tienen la responsabilidad de la revolución de que el gobierno militar sea justo con ellos; A partir de ahora, las responsabilidades del pueblo son responsabilidad del gobierno militar; Los logros del gobierno militar son los logros del pueblo y el pueblo trabaja unido para cumplir con sus responsabilidades; Úselo para revelar sus sentimientos más íntimos e informar al mundo sobre la economía de la revolución actual y las bases para gobernar el país en el futuro. 
Para Sun, el estatus de "Estado de bienestar" sólo puede lograrse mediante la revolución y la creación de un nuevo gobierno. 

## En China
Este factor fue fundamental para la formación, por ejemplo, del Gobierno de la República de China en Guangzhou (1922-1925) que organizó la Expedición al Norte y promovió esta acción revolucionaria contra el Gobierno de Beiyang. Después de la Revolución Comunista China, el líder Chiang Kai-shek afirmó que la Revolución no había terminado y que era necesario recuperar China continental, en cambio, para los comunistas de Mao Zedong, la revolución en su conjunto había sido finalizada.

## En el Sudeste Asiático
Organizaciones tridemistas como el Việt Nam Quốc Dân Đảng en Vietnam o el KMM en Malasia, la revolución fue una respuesta directa al imperialismo en sus respectivas naciones.  